# 勤王
勤王（きんのう、勤皇とも言う）とは、王や天皇に忠義を尽くすことである。

## 日本の勤王運動
江戸時代末期の思潮を指すことが多い。尊王攘夷論（勤王攘夷論とも）、尊王と類似し、「勤王の志士」などの用例がある。
なお、「きんのう」という読み方は「きんおう」の連声である。

## ベトナムの勤王運動
勤王運動を参照
フランスによる植民地化が進んだ1880年代から1910年代にかけ、ベトナムに起こった阮朝を尊び、独立を回復しようとする政治的な一大潮流。1885年、咸宜帝（ハムギ）が勤王の詔を発したことにより本格化した。その多くはフランスを排外しようとする攘夷運動と結びついた。代表的な人物として前期は阮碧（グエン・ビック）、武有利（ヴォ・フー・ローイ）など、後期は潘佩珠（ファン・ボイ・チャウ）、潘伯玉（ファン・バー・ゴク）など。その多くは1911年の辛亥革命による中華民国の成立以後は、「越南民国」の成立など民主化を志向したものに転化していった。